# Caroline Sunshine
Caroline Mohr Sunshine (Atlanta, 1995. szeptember 5. –) amerikai színésznő, énekesnő és hivatalnok.
Legismertebb alakítása Tinka Hessenheffer a 2010 és 2013 között futó Indul a risza! című sorozatban.A Marmaduke – A kutyakomédia című 2010-es filmben is szerepelt.
2018-ban Donald Trump amerikai elnöknél dolgozott, a Fehér Ház sajtóasszisztenseként. Az ezt kővető években több republikánus politikusnál és szervezetnél is megfordult, mielőtt a 2024-es elnökválasztás kampányidőszakában először Vivek Ramaswamy szóvivőjeként, majd Trump helyettes kommunikációs igazgatójaként dolgozott.

## Élete

### Származása, gyermekkora
Sunshine 1995. szeptember 5-én született a georgiai Atlantában. Szülei Thom és Karen Sunshine. A kaliforniai Orange megyében nőtt fel, és van két öccse, Johnny (1997–) és Christopher (2000–). 3 éves korában kezdett balettet tanulni, és első főszerepét Goldilockként játszotta egy óvodai színdarabban.

### Pályafutása
Sunshine 2004-től szerepelt színházi darabokban. 2006-ban 11 évesen kezdett el szakmai meghallgatásokra járni, és első szerepét az Amazing Allysen reklámfilmjében kapta. 2010-ben Barbara Winslow szerepében szerepelt a Marmaduke – A kutyakomédia című filmben.
2010 őszén megkapta Disney Channel Indul a risza! című sorozat egyik főszerepét. Gunther és Tinka testvérpárja állítólag Ryan és Sharpay Evans ihlette a Szerelmes hangjegyek című filmekből.
2018 januárjában a Fehér Ház gyakornokaként kapcsolódott be a politikába, és 2018. március közepéig teljes munkaidőben sajtóasszisztensként dolgozott.

### Magánélete
Sunshine a kaliforniai Orange megyében él édesapjával, édesanyjával és két öccsével. Szabadidejében szeret táncolni, utazni, főzni, sütni és fotózni, valamint strandra járni, szörfözni, a sznokerezni és raftingolni. A kaliforniai Claremontban, a Claremont McKenna Főiskolán végzett.

## Filmográfia

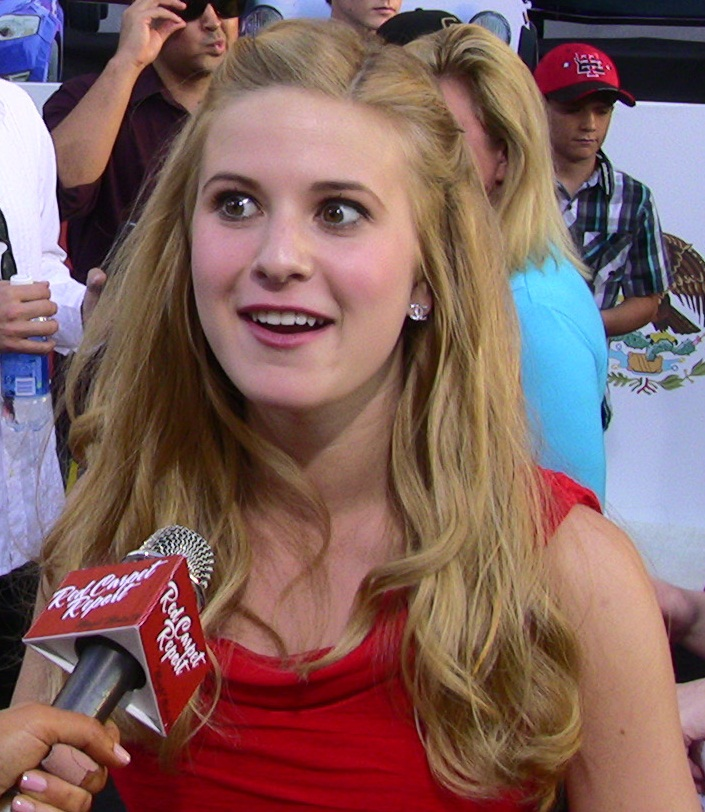
A Verdák 2. 2011-es premierjén

### Film
| Év   | Magyar cím                 | Eredeti cím          | Szerep          | Magyar hang |
| ---- | -------------------------- | -------------------- | --------------- | ----------- |
| 2017 |                            | Mommy I Didn't Do It | Sylvie Garrett  |             |
| 2015 |                            | The Outfield         | Emily Jordan    |             |
| 2012 |                            | Behind the Scenes    | önmaga          |             |
| 2010 | Marmaduke – A kutyakomédia | Marmaduke            | Barbara Winslow |             |

### Televízió
| Év        | Magyar cím     | Eredeti cím      | Szerep             | Megjegyzések                                          |
| --------- | -------------- | ---------------- | ------------------ | ----------------------------------------------------- |
| 2014      | Pecatanya      | Fish Hooks       | Alexis (hang)      | 1 epizód: Algae Day/Bea Saves a Tree                  |
| 2012      | Zsenipalánták  | A.N.T. Farm      | Ella               | 1 epizód: Triplarandi magyar hangja Nemes Takách Kata |
| 2010–2013 | Indul a risza! | Shake It Up      | Tinka Hessenheffer | főszereplő magyar hangja Nemes Takách Kata            |
| 2008      |                | What’s the Word? | önmaga             | 1 epizód: Johnny Kapahala: Back on Board              |